# 比爾基 (柳別希夫區)
51°48′29″N 25°11′41″E / 51.80806°N 25.19472°E
比爾基（烏克蘭語：Бірки），是烏克蘭的村落，位於該國西部沃倫州，由卡明-卡希尔斯基区負責管轄，始建於1626年，面積2.1平方公里，海拔高度146米，2001年人口1,599，人口密度每平方公里761.43人。